# Kärlekspassionen
Kärlekspassionen (originaltitel: Passione d'amore) är en italiensk dramafilm från 1981 i regi av Ettore Scola. I de bärande rollerna ses Bernard Giraudeau, Valeria D'Obici, Laura Antonelli och Jean-Louis Trintignant.

## Medverkande i urval
- Bernard Giraudeau – Giorgio Bacchetti
- Valeria D'Obici – Fosca
- Laura Antonelli – Clara
- Jean-Louis Trintignant – Doktor
- Massimo Girotti – Överste
- Bernard Blier – Tarasso, major